# Stadio Fakel
Lo stadio Fakel (in russo стадион Факел?) è uno stadio della città di Voronež, in Russia.
Viene utilizzato per le partite di calcio del Fakel Voronež dal 2024, in sostituzione dello Stadio Centrale.